# 25 (a-ha)
25 (detto anche 25: The Very Best of a-ha) è un album raccolta degli A-ha, pubblicato nel 2010.
È un doppio disco che contiene 33 delle canzoni più note del gruppo pubblicate in venticinque anni di carriera (come dice il titolo stesso) più l'inedito Butterfly, Butterfly (The Last Hurrah).
Oltre al doppio CD audio è disponibile anche un DVD contenente 17 video musicali del gruppo.

## Tracce

### CD 1
1. Take on Me – 3:49
2. The Blue Sky – 2:36
3. The Sun Always Shines on T.V. – 5:08
4. Train of Thought (7" remix) – 4:15
5. Hunting High and Low (7" remix) – 3:48
6. I've Been Losing You – 4:26
7. Scoundrel Days – 4:00
8. The Swing of Things – 4:15
9. Cry Wolf – 4:06
10. Manhattan Skyline (edit version) – 4:21
11. The Living Daylights – 4:12
12. Stay on These Roads – 4:46
13. Touchy! (UK DJ edit) – 3:38
14. There's Never a Forever Thing – 2:51
15. You Are the One (7" remix) – 3:50
16. The Blood That Moves the Body (Two-Time Gun Remix) – 4:08
17. Crying in the Rain – 4:21
18. Early Morning – 2:59
19. Slender Frame – 3:43
20. I Call Your Name (slightly edited) – 4:29

### CD 2
1. Move to Memphis (single version) – 4:17
2. Dark is the Night for All – 3:45
3. Cold as Stone (Remix) – 4:33
4. Angel in the Snow (edit) – 4:07
5. Shapes That Go Together – 4:14
6. Summer Moved On – 4:37
7. Minor Earth Major Sky (Niven's Radio Edit) – 4:02
8. The Sun Never Shone That Day (radio edit) – 3:31
9. Velvet – 4:20
10. Forever Not Yours – 4:06
11. Lifelines – 4:17
12. Did Anyone Approach You? – 4:11
13. Celice – 3:40
14. Analogue – 3:49
15. Cosy Prisons (Radio Mix) – 3:58
16. Foot of the Mountain – 3:57
17. Nothing Is Keeping You Here (single remix) – 3:05
18. Shadowside (single edit) – 3:31
19. Butterfly, Butterfly (The Last Hurrah) – 4:10

### DVD: Videos
1. Take On Me (Versione 1985)
2. The Sun Always Shines On T.V.
3. I`ve Been Loosing You (Original Version)
4. Manhattan Skyline
5. Stay On These Roads
6. Crying In The Rain (Alternate Cut)
7. Dark Is The Night For All ("Banned" Version)
8. Move To Memphis
9. Shapes That Go Together
10. Angel In The Snow
11. Summer Moved On
12. Minor Earth, Major Sky
13. Lifelines
14. Did Anyone Approach You?
15. Velvet (European Cut)
16. Butterfly, Butterfly (The Last Hurrah)

Video bonus
- Take on Me (versione 1984)